# Commiphora engleri
Commiphora engleri är en tvåhjärtbladig växtart som beskrevs av André Guillaumin. Commiphora engleri ingår i släktet Commiphora och familjen Burseraceae. Inga underarter finns listade i Catalogue of Life.